# Дружбинское сельское поселение (Карачаево-Черкесия)
Дружбинское се́льское поселе́ние — муниципальное образование в Прикубанском районе Карачаево-Черкесии Российской Федерации.
Административный центр — село Дружба.

## История
Статус и границы сельского поселения установлены Законом Карачаево-Черкесской Республики от 6 марта 2006 года № 13-РЗ «от 24 февраля 2004 года № 84-РЗ «Об административно-территориальном устройстве Карачаево-Черкесской Республики».

## Население
| 2002  | 2010  | 2012  | 2013  | 2014  | 2015  | 2016  |
| ----- | ----- | ----- | ----- | ----- | ----- | ----- |
| 4022  | ↘3759 | ↗3812 | ↘3686 | ↘3667 | ↗3724 | ↗3768 |
| 2017  | 2018  | 2019  | 2020  | 2021  | 2023  | 2024  |
| ↗3787 | ↗3837 | ↗3838 | ↗3952 | ↘3468 | ↗3550 | ↗3582 |
| 2025  |       |       |       |       |       |       |
| ↗3670 |       |       |       |       |       |       |

## Состав сельского поселения
| № | Населённый пункт | Тип населённого пункта       | Население |
| - | ---------------- | ---------------------------- | --------- |
| 1 | Дружба           | село, административный центр | ↘3112     |
| 2 | Заречный         | посёлок                      | ↘356      |